# Крофордсвілл (Індіана)
Крофордсвілл (англ. Crawfordsville) — місто (англ. city) в США, в окрузі Монтгомері штату Індіана. Населення — 16 306 осіб (2020).

## Географія
Крофордсвілл розташований за координатами 40°2′36″ пн. ш. 86°53′48″ зх. д. / 40.04333° пн. ш. 86.89667° зх. д. (40.043280, -86.896694).  За даними Бюро перепису населення США в 2010 році місто мало площу 23,69 км², уся площа — суходіл.

## Демографія
Згідно з переписом 2010 року, у місті мешкало 15 915 осіб у 6396 домогосподарствах у складі 3837 родин. Густота населення становила 672 особи/км².  Було 7154 помешкання (302/км²).
Расовий склад населення:
| - 92,1 % — білих - 1,7 % — чорних або афроамериканців - 0,9 % — азіатів - 0,4 % — корінних американців - 3,3 % — осіб інших рас |

До двох чи більше рас належало 1,6 %. Частка іспаномовних становила 8,2 % від усіх жителів.
За віковим діапазоном населення розподілялося таким чином: 22,3 % — особи молодші 18 років, 60,8 % — особи у віці 18—64 років, 16,9 % — особи у віці 65 років та старші. Медіана віку мешканця становила 36,6 року. На 100 осіб жіночої статі у місті припадало 100,4 чоловіків;  на 100 жінок у віці від 18 років та старших — 101,7 чоловіків також старших 18 років.
Середній дохід на одне домашнє господарство  становив 44 346 доларів США (медіана — 33 943), а середній дохід на одну сім'ю — 53 490 доларів (медіана — 42 536). Медіана доходів становила 35 672 долари для чоловіків та 30 780 доларів для жінок. За межею бідності перебувало 24,7 % осіб, у тому числі 43,1 % дітей у віці до 18 років та 14,2 % осіб у віці 65 років та старших.
Цивільне працевлаштоване населення становило 6616 осіб. Основні галузі зайнятості: виробництво — 26,4 %, освіта, охорона здоров'я та соціальна допомога — 20,5 %, роздрібна торгівля — 11,9 %, мистецтво, розваги та відпочинок — 9,5 %.